# Rhetinantha neilii
Rhetinantha neilii är en orkidéart som först beskrevs av Dodson, och fick sitt nu gällande namn av Mario Alberto Blanco. Rhetinantha neilii ingår i släktet Rhetinantha och familjen orkidéer. Inga underarter finns listade i Catalogue of Life.